# Torneio Qualificatório de Futebol Feminino Sub-19 da OFC de 2002
O Torneio Qualificatório de Futebol Feminino Sub-19 da OFC de 2002 foi a 1ª edição deste torneio organizado pela Confederação de Futebol da Oceania (OFC). Disputada por jogadoras com até 19 anos, a competição foi realizada na cidade de Nukuʻalofa, Tonga entre 23 de abril e 3 de maio.
Na decisão, a Austrália venceu a Nova Zelândia e conquistou o primeiro título da competição, além disso, as australianos também conquistaram a vaga para a primeira edição da Copa do Mundo Feminino Sub-19 de 2002, realizada no Canadá.

## Equipes participantes
Todos os membros afiliados da Confederação de Futebol da Oceania foram qualificados automaticamente, porém, as seleções da Papua-Nova Guiné e Vanuatu desistiram antes do torneio iniciar.
| Seleções        |
| --------------- |
| Austrália       |
| Fiji            |
| Ilhas Cook      |
| Nova Zelândia   |
| Samoa           |
| Samoa Americana |
| Tonga           |

## Primeira fase

### Grupo A
| Pos | Equipe          | Pts | J | V | E | D | GP | GC | SG  | Nota                      |
| --- | --------------- | --- | - | - | - | - | -- | -- | --- | ------------------------- |
| 1   | Nova Zelândia   | 9   | 3 | 3 | 0 | 0 | 20 | 0  | +20 | Qualificados a fase final |
| 2   | Samoa           | 4   | 3 | 1 | 1 | 1 | 4  | 13 | −9  | Qualificados a fase final |
| 3   | Samoa Americana | 2   | 3 | 0 | 2 | 1 | 2  | 4  | −2  |                           |
| 4   | Fiji            | 1   | 3 | 0 | 1 | 2 | 1  | 10 | −9  |                           |

### Grupo B
| Pos | Equipe     | Pts | J | V | E | D | GP | GC | SG  | Nota                      |
| --- | ---------- | --- | - | - | - | - | -- | -- | --- | ------------------------- |
| 1   | Austrália  | 6   | 2 | 2 | 0 | 0 | 26 | 0  | +26 | Qualificados a fase final |
| 2   | Tonga (H)  | 1   | 2 | 0 | 1 | 1 | 1  | 12 | −11 | Qualificados a fase final |
| 3   | Ilhas Cook | 1   | 2 | 0 | 1 | 1 | 1  | 16 | −15 |                           |

## Fase final
|  | Semifinais    | Semifinais |   |           | Final          | Final |  |
|  |               |            |   |           |                |       |  |
|  | 1 de maio     |            |   |           |                |       |  |
|  | Nova Zelândia | 15         |   |           |                |       |  |
|  | Tonga         | 0          |   |           |                |       |  |
|  |               |            |   |           |                |       |  |
|  |               |            |   |           | 3 de maio      |       |  |
|  |               |            |   |           | Nova Zelândia  | 0     |  |
|  |               | Austrália  | 6 |           |                |       |  |
|  |               |            |   |           |                |       |  |
|  |               |            |   |           |                |       |  |
|  |               |            |   |           | Terceiro lugar |       |  |
|  | 1 de maio     | 1 de maio  |   | 3 de maio | 3 de maio      |       |  |
|  | Austrália     | 13         |   | Tonga     | 2              |       |  |
|  | Samoa         | 0          |   |           | Samoa          | 0     |  |

## Premiação
| Torneio Qualificatório de Futebol Feminino Sub-19 da OFC de 2002 |
| Austrália                                                        |
| ---------------------------------------------------------------- |
| Austrália Campeã (1.º título)                                    |